# نامه به یعقوب پدر
نامه به یعقوب پدر (فنلاندی: Postia pappi Jaakobille) یک فیلم در ژانر درام به کارگردانی کلائوس هارو است که در سال ۲۰۰۹ منتشر شد.